# Josef Mühlbeck

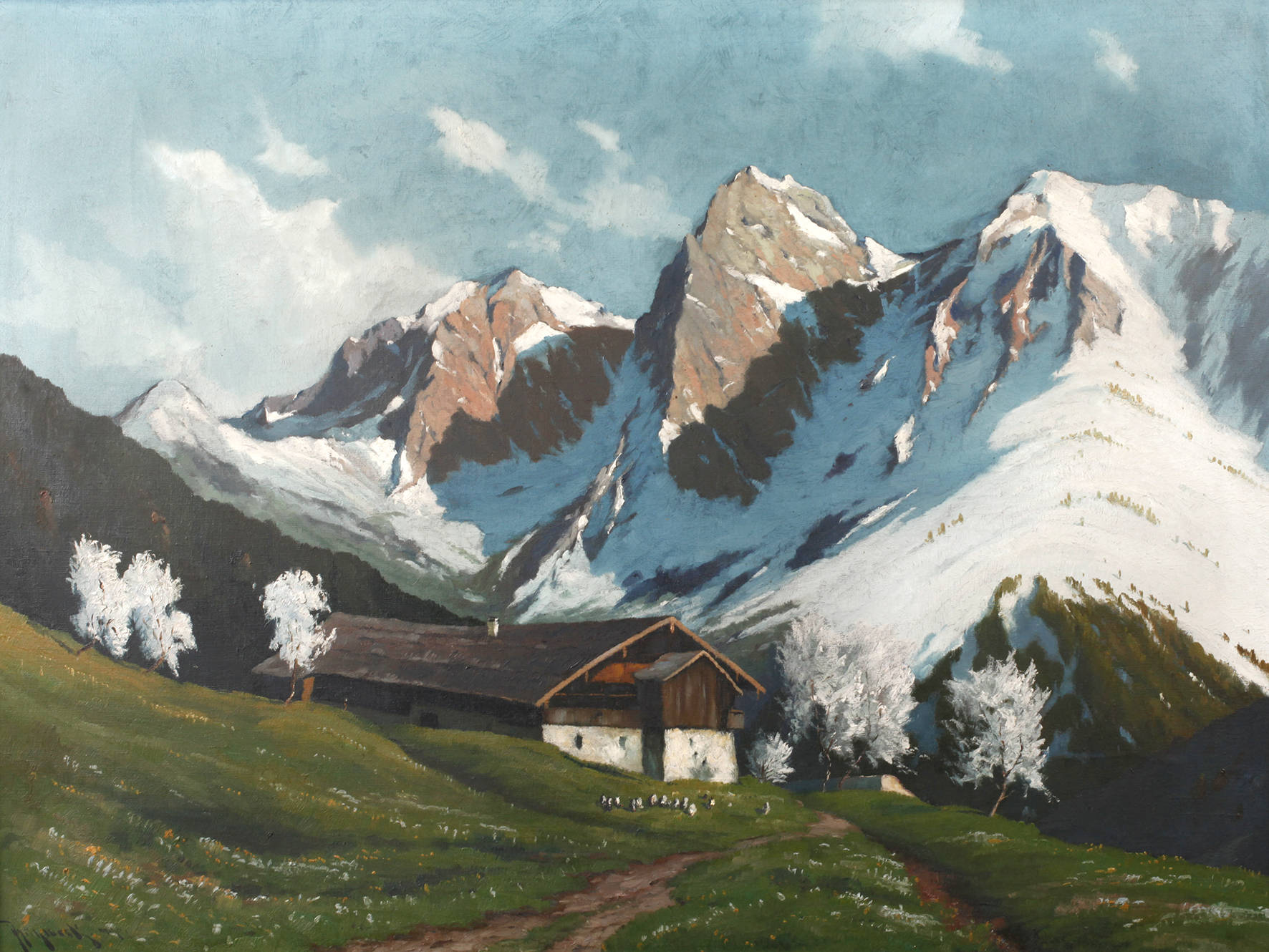
Bergfrühling

Josef Mühlbeck (* 4. August 1878 in Simbach am Inn; † 26. Mai 1948 in München) war ein deutscher Landschafts- und Stilllebenmaler.
Mühlbeck studierte an der Königlichen Akademie der Künste in München. Er war Schüler von Otto Seitz. Nach einem Gefängnisaufenthalt in Nürnberg ging er 1903 nach Zürich, kehrte jedoch 1905 nach München zurück, wo er bis zu seinem Tode tätig war.
Seine Bilder werden dem Spätimpressionismus zugerechnet. Mühlbeck war Mitglied im Reichsverband bildender Künstler Deutschlands und im Ausstellungsverband Münchner Künstler.